# Зудин, Василий Фёдорович
Василий Фёдорович Зудин (7 января 1920, с. Дмитриевка — 22 июня 1999, Воронеж) — советский и российский учёный-правовед, доктор юридических наук, профессор Воронежского государственного университета, специалист по уголовному процессуальному праву и криминалистике. Участник Великой Отечественной войны.

## Биография
Василий Фёдорович Зудин родился 7 января 1920 года в селе Дмитриевка Скопинского района Рязанской области.
- 1939 год — окончил Белгородскую среднюю школу.
- Ноябрь 1939 года — призван на срочную службу в РККА.
- 1941 год — 1945 год — участвовал в Великой Отечественной войне. Воевал на Сталинградском, Юго-западном, 4-м Украинском, Белорусском и Прибалтийском фронтах. Дважды тяжело ранен. Демобилизован в августе 1945 года в звании лейтенанта административной службы.[1]
- 1949 год — окончил Саратовский юридический институт имени Д. И. Курского.
- 1949 год — 1951 год — младший научный сотрудник, затем эксперт-криминалист и заведующий криминалистической лаборатории Саратовского юридического института имени Д. И. Курского, вел занятия по судебной фотографии.
- 1951 год — 1957 год — старший преподаватель юридического факультета Пермского государственного университета.
- 1957 год — 1962 год — старший преподаватель Саратовского юридического института имени Д. И. Курского.
- 1960 год — защита диссертации на соискание учёной степени кандидата юридических наук на тему «Основные вопросы расследования преступных нарушений правил техники безопасности в угольных шахтах»[2].
- 1962 год — 1999 год — доцент, затем профессор Воронежского государственного университета, руководил Центром гуманитарных исследований Центрально-Черноземного региона по проблемам социальной профилактики антиобщественных явлений, процессов.
- 1988 год — защита диссертации на соискание учёной степени доктора юридических наук на тему «Криминалистическая профилактика преступлений. Теория и практика»[3].

Умер в 22 июня 1999 года в городе Воронеже.

## Научная деятельность
В сферу научных интересов профессора Зудина В. Ф. входило изучение проблем уголовного процесса, криминологии и криминалистики. Разрабатывал концепцию социальной профилактики преступлений. За годы работы им опубликовано более 70 научных трудов, в том числе монографии и учебные пособия. Активно публиковался в ведущих научных журналах, таких как «Советское государство и право», «Правоведение», «Советская юстиция» и других. Его научные труды актуальны и востребованы и в настоящее время, на них активно ссылаются в своих работах современные ученые-правоведы. Является одним из разработчиков следственного горнотехнического ранца.

## Некоторые публикации

### Монографии, учебные пособия
- Зудин В. Ф. Предотвращение и расследование преступлений: (По материалам нарушений правил безопасности в угольных шахтах). — Саратов: Издательство СГУ, 1963. — 315 с.
- Коллектив авторов. Вопросы методики и практики конкретных исследований причин преступности и личности преступника в Центрально-Черноземном экономическом районе: коллективная монография / под ред. В. С. Жгутова, В. Е. Чугунова. — Воронеж, 1964. — 199 с.
- Зудин В. Ф. Социальная профилактика преступлений. Криминологические и криминалистические проблемы / под ред. В. И. Федулова. — Саратов: Издательство СГУ, 1983. — 188 с.
- Зудин В. Ф. Криминалистическая профилактика преступлений: (Концепция, принципы, средства реализации): Учебное пособие. — Воронеж: Издательство Воронежского университета, 1995. — 127 с. — ISBN 5-7455-0856-6.
- Зудин В. Ф. По дорогам жизни: мемуариальные записки. — Воронеж: Издательство Воронежского университета, 1998. — 214 с. — ISBN 5-7455-1052-8.
- Коллектив авторов. Российское государство и правовая система. Современное развитие, проблемы, перспективы: коллективная монография / под ред. Ю. Н. Старилова. — Воронеж: Издательство Воронежского университета, 1999. — 704 с. — ISBN 5-7455-1073-0.

### Статьи
- Зорин Б., Зудин В. Осмотр места происшествия при шахтных травмах // Социалистическая законность : научный журнал. — 1957. — № 1. — С. 45—47.
- Зудин В. Ф. Предупреждение преступлений в практике судебной экспертизы // Советская юстиция : научный журнал. — 1962. — № 21. — С. 17—18.
- Зудин В. Ф., Чугунов В. Е. Крылов И. Ф. Судебная экспертиза в уголовном процессе. — Л.: Изд-во Ленингр. ун-та, 1963. — 213 с. (Рецензия) // Правоведение : научный журнал. — 1964. — № 3. — С. 131—133.
- Зудин В. Ф. Социальная профилактика преступлений // Советское государство и право : научный журнал. — 1976. — № 10. — С. 81—84.
- Зудин В. Ф. Профилактика хулиганства // Советская юстиция : научный журнал. — 1980. — № 15. — С. 24—25.
- Зудин В. Ф. Социальная профилактика правонарушений в свете решений XXVI съезда КПСС // Советская юстиция : научный журнал. — 1982. — № 4. — С. 4—6.

## Награды
- Орден Отечественной войны I степени (1985)[5]
- Медаль «За боевые заслуги» (1944)[6]
- Медаль «За оборону Сталинграда»
- Медаль «За взятие Кёнигсберга»
- Медаль «За победу над Германией в Великой Отечественной войне 1941—1945 гг.»

### Биография
- Зудин Василий Фёдорович // Правовая наука и юридическая идеология России: энциклопедический словарь биографий / под ред. В. М. Сырых. — М.: РГУП, 2015. — Т. 3. — С. 655. — 1057 с. — ISBN 978-5-93916-417-7.
- Белкин Р. С. Зудин Василий Фёдорович // Криминалистическая энциклопедия. — М.: Мегатрон-XXI, 2000. — С. 74. — 333 с. — ISBN 5-901391-01-2.
- Карпачев М. Д. Зудин Василий Фёдорович // Воронежская историко-культурная энциклопедия. — 2006. — С. 161.
- Иванов А. Н., Хижняк Д. С. История саратовской научной школы криминалистики: монография в 3 частях. Том Часть 1. — Саратов: Саратовская государственная юридическая академия, 2022. — 268 с. — ISBN 978-5-7924-1787-8.

### Критика
- Брайнин М., Васильев А., Яблоков Н. Зудин В. Предотвращение и расследование преступлений. — Саратов: Изд-во Сарат. ун-та, 1963 (Рецензия) // Социалистическая законность : научный журнал. — 1964. — № 9. — С. 91—92.
- Милюков С., Мицкевич А. Зудин В. Ф. Социальная профилактика преступлений. Криминологические и криминалистические проблемы: Изд-во Сарат. ун-та, 1983. — 188 с. (Рецензия) // Советская юстиция : научный журнал. — 1984. — № 19. — С. 26—27.
- Беляев Н. А. Зудин В. Ф. Социальная профилактика преступлений. Криминологические и криминалистические проблемы. — Саратов: Изд-во Сарат. ун-та, 1983. — 187 с. (Рецензия) // Вестник Ленинградского университета : научный журнал. — 1985. — № 13. — С. 126—128.
- Горский М. В. Дар научного предвидения: вклад профессора Василия Фёдоровича Зудина в криминалистику // Вестник Воронежского государственного университета : научный журнал. — 2021. — № 3 (46). — С. 241—248. — ISSN 1995-5502. — doi:10.17308/vsu.proc.law.2021.3/3591.